# Șilea
Șilea (węg. Magyarsülye) – wieś w Rumunii, w okręgu Alba, w gminie Fărău. W 2011 roku liczyła 325 mieszkańców.